# Осада Брукфилда
Осада Брукфилда (англ. Siege of Brookfield) или Сюрприз Уилера (англ. Wheeler's Surprise) — стычка между воинами нипмуков под предводительством вождя Маттавампа и английскими колонистами из Массачусетса под командованием капитанов Томаса Уилера и Эдварда Хатчинсона в начале августе 1676 года во время Войны Короля Филипа. Нипмуки устроили засаду и атаковали ничего не подозревавший отряд англичан. Выжившие колонисты смогли сбежать и найти убежище в гарнизоне Брукфилда, где местные жители присоединились к ним в ожидании нападения. 
Индейские воины напали на город, сжигали дома и убивали поселенцев, но укреплённый гарнизон взять не сумели.
Один из колонистов смог сбежать из города и добраться до Марлборо. 4 июля в Брукфилд прибыли массачусетские солдаты во главе с майором Саймоном Уиллардом и нипмуки сняли осаду и покинули город.

## Предыстория
После событий в Суонси руководители Конфедерации Новой Англии решили провести переговоры с нипмуками и наррагансеттами. У нипмуков не было централизованного руководства и племя состояло из широко разбросанных поселений, объединяемых в первую очередь родством и общей культурой. У властей Конфедерации в свою очередь было мало опыта общения с представителями племени. Губернатор Массачусетса Джон Леверетт обратился к земельному спекулянту из Вустера Эфраиму Кертису, имевшего дело с нипмуками, добиться лояльности лидеров племени. Кертис посетил несколько деревень и встретился с тринадцатью вождями. Все они заверили его в своём нейтралитете.
Когда вести о столкновениях между вампаноагами и колонистами достигли селений нипмуков, многие их вожди стали тревожиться за дальнейшую судьбу народа. Деревни нипмуков располагались на обширной территории между несколькими английскими колониями и имели тесные связи с вампаноагами. К 1675 году Массачусетс основал на их землях несколько поселений, включая Брукфилд, Вустер и Ланкастер. Через три недели после отступления Метакомета с полуострова Покассет власти Массачусетса вновь отправили Кертиса в селения нипмуков. Он должен был выяснить их отношение к происходящему конфликту.

## Стычка

### Переговоры
14 июля Кертис остановился в деревне нипмуков-христиан, где узнал, что Матунаса — констебля соседнего молящегося города Пакачуга — видели в обществе вампаноагских воинов. Делегат Массачусетса решил разобраться и поговорить с Матунасом, но молодые воины нипмуков едва не застрелили его — Кертиса спасло вмешательство индейских вождей. Вернувшись домой, он сообщил властям колонии, что молодые воины проявляют дерзость к англичанам и возможно могут присоединиться к силам Метакомета. Примерно в тоже время, когда руководители Массачусетса получили сообщение Кертиса, Матунас со своими воинами напал на поселение Мендон, убив несколько англичан. Это было первое нападение индейцев на колонистов за пределами Плимута, и первое с участием другого племени, а не вампаноагов.
28 июля Массачусетс вновь отправил делегацию к нипмукам, в которой кроме Кертиса находились капитаны Томас Уилер и Эдвард Хатчинсон, а также ещё несколько человек. Делегаты должны были заключить с нипмуками договор подобный тому, что власти Массачусетса подписали с наррагансеттами ранее. Кроме того они обязаны были задержать и доставить Матунаса в Бостон. По дороге они обнаружили несколько покинутых деревень нипмуков, что указывало на подготовку индейцев к войне. 1 августа англичане достигли Куабога, важного поселения нипмуков, но и оно оказалось пустым. Хатчинсон послал Кертиса и ещё несколько человек в другую индейскую деревню, чтобы они договорились о встрече с вождями нипмуков. Англичанам удалось отыскать индейцев и договориться с вождями о встрече на следующее утро.

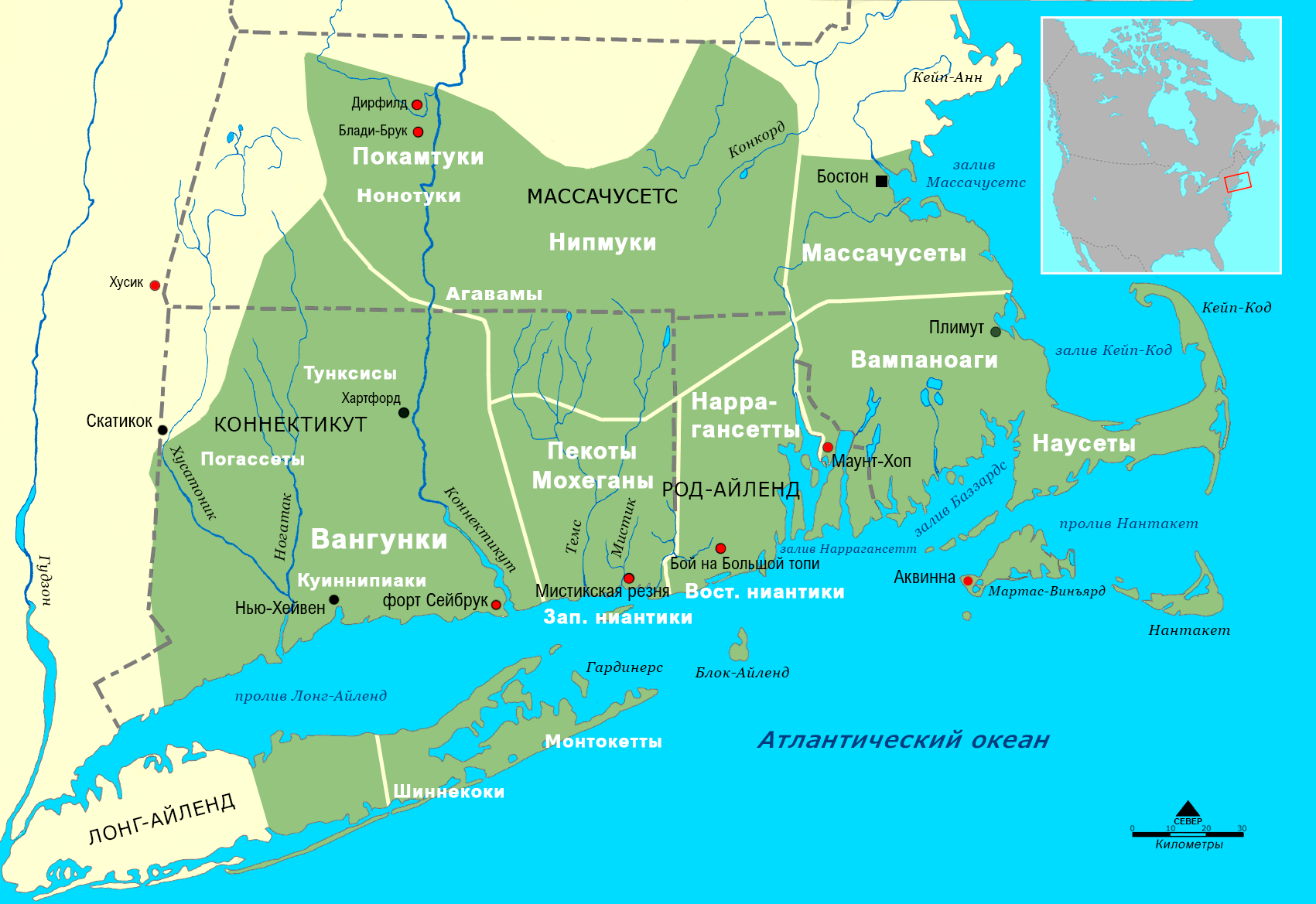
Традиционная территория нипмуков и соседних племён

### Засада нипмуков
Когда делегация колонистов прибыла на место встречи неподалёку от Брукфилда, там никого не оказалось. Хатчинсон решил продолжить путь и предположил, что нипмуки находятся в своей деревне, расположенной в болотистой местности в нескольких километрах от них. Когда англичане пересекали лощину по узкой тропе в одну шеренгу на них напали из засады около двухсот индейцев с луками и ружьями. Хатчинсон и Уилер получили серьёзные ранения, ещё восемь человек были мгновенно убиты. Оставшиеся в живых попытались отступить, но нипмуки преградили им путь, вынудив англичан карабкаться вверх по склону. Выжившие колонисты смогли сбежать и найти убежище в гарнизоне Брукфилда, где местные жители присоединились к ним в ожидании нападения.

### Осада Брукфилда
Через два часа после возвращения в Брукфилд, Кертис и Генри Янг, один из делегатов Массачусетса, поскакали в Марлборо за подмогой, но по пути наткнулись на нипмуков и вернулись назад. Вскоре индейские воины, руководимые вождём Маттавампом, ворвались в город, начали поджигать постройки англичан и осадили гарнизон. Несколько колонистов, оставшиеся в своих домах, были убиты. Вечером Кертису удалось выскользнуть из города, пробежать более 48 км и добраться до Марлборо. 
Нипмуки использовали разную тактику, чтобы захватить укреплённый гарнизон в Брукфилде. Они посылали горящие стрелы в крышу постройки, а затем обложили сеном угол здания и попытались поджечь его стены. В обоих случаях колонистам удалось потушить пламя. Тогда индейцы подожгли большую бочку и с помощью шестов покатили её к гарнизону, однако начавшийся ливень свёл на нет их попытки. 4 июля прибыла подмога во главе с майором Саймоном Уиллардом и индейцы удалились. Тяжелораненый Хатчинсон скончался через несколько дней, капитан Уилер выжил и смог оправиться от полученных ран.

## Последствия
Для властей Конфедерации Новой Англии вступление нипмуков в войну оказалось полной неожиданностью. Но среди вождей и воинов племени давно росло недовольство колонистами. К началу 1670-х годов многие земельные спекулянты Массачусетса были заинтересованы в землях нипмуков. Децентрализованность и раздробленность племени способствовала потере территорий — если одни вожди отказывались продавать землю, то находились другие, которые соглашались на сделки с англичанами. Другой причиной недовольства было растущее число нипмуков, принимавших христианство. За 20 лет пуритане Массачусетса подготовили значительное число миссионеров из местных индейцев, распространявших английское влияние. Христианство привлекало существенное число нипмуков, которые затем создавали отдельные общины в молящихся городах, подвластных руководителям колонии. Усилия по обращению нипмуков в христианство представляли явную опасность для племени, поскольку угрожали его суверенитету. 5 августа, на следующий день после ухода индейцев из Брукфилда, Метакомет со своими людьми прибыли в укреплённое поселение нипмуков. Два племени объединились в войне против англичан и власти Конфедерации упустили возможность быстро завершить конфликт.
После ухода индейцев из Брукфилда его жители покинули город и перебрались с тем, что у них осталось, в другие поселения колонистов. Лишь спустя 12 лет англичане вновь вернулись на это место и возродили город.

## Наследие
В память об осаде Брукфилда на автомагистрали у окраины города был установлен исторический маркер. Недалеко от места засады на отряд Уилера также был поставлен исторический маркер в 1930 году.

### Статьи
- Lafantasie, Glenn W. The Long Shadow of King Philip (англ.) // American History. — Arlington, VA: Historynet LLC, 2004. — Vol. 39, iss. 1. — P. 58—67. — ISSN 1076-8866.
- Reynolds, Grindall. King Philip's War; With Special Reference to the Attack on Brookfield in August, 1675 (англ.) // Proceedings of the American Antiquarian Society. — Worcester, Massachusetts: American Antiquarian Society, 1888. — Vol. 5, iss. 1. — P. 77—95. — ISSN 0044-751X.